# The One With The East German Laundry Detergent
The One with the East German Laundry Detergent och på svenska Den med Östtyskt Tvättmedel är det femte avsnittet av den första säsongen av sitcom/komedi tv-serien Vänner (en. Friends)
Sändes: 20 oktober 1994.

## Handling
Chandler bestämmer sig för att göra slut med Janice på Central Perk samtidigt som Phoebe gör slut med sin kille Tony. Chandler imponeras av hur lätt uppbrottet går för Phoebe då hans eget är så svårt. Janice beställer in en latte medan Chandler häver i sig espresso efter espresso. Han lyckas peta Janice i ögat under vad han kallar "the worst break-up in the history of the world" (det värsta uppbrottet i världshistorien). Till slut så hjälper Phoebe till att reda upp det hela och Janice lämnar Central Perk nöjd. Phoebe konstaterar att hon är begåvad med förmågan att enkelt göra slut med folk och Chandler föreslår att de alltid ska göra slut tillsammans.
Joey springer på sin före detta flickvän, Angela på Central Perk och försöker få ihop det igen. Angela förklarar dock att hon redan träffar en annan kille, Bob. I ett försök att få ihop det med Angela igen föreslår han att Monica ska följa med dem alla på en dubbeldejt. Joey övertalar Monica att följa med genom att påstå att Bob är Angelas bror. Monica blir först upprörd över hur intima Angela och Bob är innan hon förstår hur det ligger till och istället hjälper Joey att "rip the couple apart and keep the pieces for themselves" (slita isär paret och behålla bitarna för sig själva).
Monica planerade att gå till tvättomaten med Rachel och Ross men går istället på dubbeldejten med Joey. Vilket lämnar Ross och Rachel, som aldrig förut tvättat ensamma. Ross tar strid för Rachel när en grinig dam försöker ta Rachels tvättmaskin och hejar på Rachel när samma dam senare försöker ta Rachels tvättvagn. Nöjd med sin första tvättning, trots att hennes underkläder färgats rosa av en röd strumpa kysser Rachel Ross för första gången.

## Kuriosa
- Janice dyker för första gången upp i serien.
- Avsnittets namn syftar på tvättmedlet (Überweiss, "It's new, it's German, it's extra tough!") som Ross har med sig till tvättomaten.

## Citat
- Chandler: So... Saturday night, the big night. Date night. Saturday night, Sa-tur-day night!

Joey: No plans, huh?
Chandler: Not a one.
- Phoebe: What a neat idea. All your clothes match. I'm gonna do this.

- Rachel: Okay, you caught me. I'm a laundry virgin.

Ross: Uh, well, don't worry, I'll use the gentle cycle.

## Medverkande
- Maggie Wheeler som Janice
- Jack Armstrong som Bob
- Kim Gillingham som Angela
- Camille Saviola som The Horrible Woman